# 100 років Київському науково-дослідному інституту судових експертиз (монета)
«100 ро́ків Ки́ївському науко́во-до́слідному інститу́ту судо́вих експерти́з» — ювілейна монета номіналом 5 гривень, випущена Національним банком України. Присвячена одній з найстаріших державних експертних установ України, що розпочала свою діяльність у 1913 році як Кабінет науково-судової експертизи при прокурорі Київської судової палати — Київському науково-дослідному інституту судових експертиз.
Монету введено в обіг 3 липня 2013 року. Вона належить до серії «Інші монети».

## Опис та характеристики монети
| Номінал грн. | Метал                                | Маса, грам | Діаметр, мм. | Якість виготовлення       | Гурт                 | Тираж, штук |
| ------------ | ------------------------------------ | ---------- | ------------ | ------------------------- | -------------------- | ----------- |
| 5            | біметалева із недорогоцінних металів | 9,4        | 28           | спеціальний анциркулейтед | секторальне рифлення | 15 000      |

### Аверс
На аверсі монети розміщено: угорі малий Державний Герб України, по колу написи: «НАЦІОНАЛЬНИЙ БАНК УКРАЇНИ» (угорі), «П'ЯТЬ ГРИВЕНЬ» (унизу), праворуч — рік карбування монети — «2013», ліворуч — логотип Монетного двору Національного банку України, у центрі — логотип інституту.

### Реверс
На реверсі монети зображено будівлю інституту, під якою напис — «100»/«РОКІВ» та по колу розміщено напис «КИЇВСЬКИЙ НАУКОВО-ДОСЛІДНИЙ ІНСТИТУТ СУДОВИХ ЕКСПЕРТИЗ».

## Автори

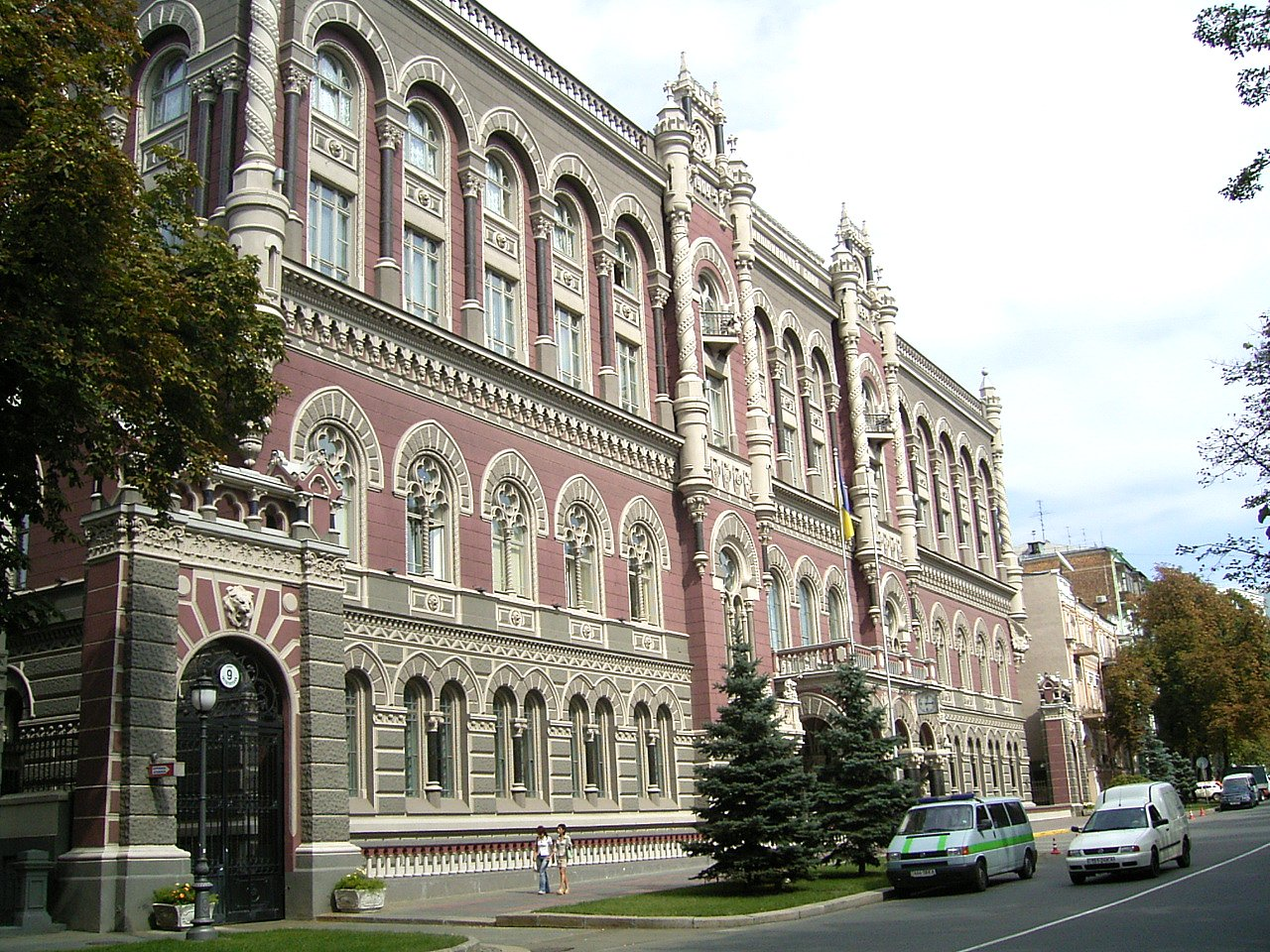
Будівля Національного банку України

- Художник — Іваненко Святослав
- Скульптори: Атаманчук Володимир, Іваненко Святослав.

## Вартість монети
Під час введення монети до обігу в 2013 році, Національний банк України реалізовував монету через свої філії за ціною 19 гривень.
Фактична приблизна вартість монети, з роками змінювалася так:
| Рік        | 2014 | 2015 | 2016 | 2017 | 2018 | 2019 | 2020 | 2021 | 2022 | 2023  | 2024  | 2025  |
| ---------- | ---- | ---- | ---- | ---- | ---- | ---- | ---- | ---- | ---- | ----- | ----- | ----- |
| Ціна, грн. | 120  | 160  | 300  | 580  | 710  | 750  | 640  | 650  | 660  | 1 200 | 2 000 | 2 000 |